# Ronald John Garan
Ronald John Garan (Yonkers, New York, 1961. október 30.–) amerikai űrhajós, ezredes.

## Életpálya
1982-ben a Business Economicsen szerzett diplomát. 1994-ben légiforgalmi oklevelet kapott. 1996-ban Floridai Egyetemen megvédte diplomáját. 1984-től az amerikai hadsereg pilótája. 1986-1988 között Nyugat-Németországban szolgált, harci repülőgépe az F–16-os volt. Majd pilóta oktató, illetve fegyverzeti parancsnok. 1990-től 1991-ig Délnyugat-Ázsiában szolgál. Az USAF fegyvernemi iskolájába az F–16-os oktató pilótája, repülési parancsnok és hadműveleti tiszt. 1994-ben tesztpilóta kiképzésben részesül, megismeri a repülőbaleset kivizsgálásának módszerét. Levegőben (világűrben) töltött ideje több mint 5000 óra, több mint 30 különböző repülőgépen teljesített szolgálatot. 2009-ben leszerelt a hadseregből.
2000. július 26-tól részesült űrhajóskiképzésben a Lyndon B. Johnson Űrközpontban, valamint a Jurij Gagarin Űrhajóskiképző Központban. Két űrszolgálata alatt összesen 177 napot, 23 órát és 54 percet töltött a világűrben.
Űrhajós pályafutását 2012 decemberében fejezte be. A NASA megbízásából összekötő a kormányzat, (a világ minden tájáról) az ipar és a lakosság innovatív kezdeményezéseinek közvetítésében.

## Űrrepülések
- STS–124 a Discovery űrrepülőgép 35. repülésének küldetés specialistája/ISS 2. fedélzeti mérnöke. Az űrállomás továbbépítését (az új japán modul és a robotkar) végezve három űrséta (kutatás, szerelés) alatt 20 óra 32 percet töltött a világűrben. Első küldetésén összesen 13 napot, 18 órát, 13 percet és 7 másodpercet töltött a világűrben. 9 230 623 kilométert (5 735 643 mérföldet) repült, 218 alkalommal kerülte meg a Földet.
- Szojuz TMA–21 fedélzeti mérnöke. Az időszakos karbantartó munkálatok mellett elvégezték az előírt kutatási, kísérleti és tudományos feladatokat. A legénység több mikrogravitációs kísérletet, emberi-, biológia- és a biotechnológia, fizikai és anyagtudományi, technológiai kutatást, valamint a Földdel és  a világűrrel kapcsolatos kutatást végeztek. Fogadták az űrsiklókat, a teherűrhajókat, elvégezték a meghatározott feladatokat. 2624 alkalommal kerülte meg a Földet, megtett 65 340 224 mérföldet. Második küldetésén összesen 164 napot, 5 órát és 41 percet töltött a világűrben. Egy űrsétát (kutatás, szerelés) végzett az űrállomáson kívül.

### Tartalék személyzet
Szojuz TMA–01M fedélzeti mérnöke